# Ptinus fur
Espèce
Ptinus fur, communément appelé Ptine voleur, Ptine bigarré ou Voleur bigarré, est une espèce de coléoptères de la famille des Ptinidae, quand celle-ci n'est pas considérée comme une sous-famille des Anobiidae.

## Répartition
Cette espèce a un répartition cosmopolite.

## Taxinomie
De nombreux noms ont été synonymisés avec Ptinus fur :
- Ptinus rapax De Geer, 1774
- Bruchus furunculus O. F. Müller, 1776
- Bruchus pulex Goeze, 1776
- Ptinus germanus Goeze, 1777
- Ptinus striatus Fabricius, 1792
- Ptinus longipes Rossi, 1794
- Ptinus humeralis Say, 1835
- Ptinus quercus Boieldieu, 1856
- Ptinus albicans Trella, 1925